# Kette

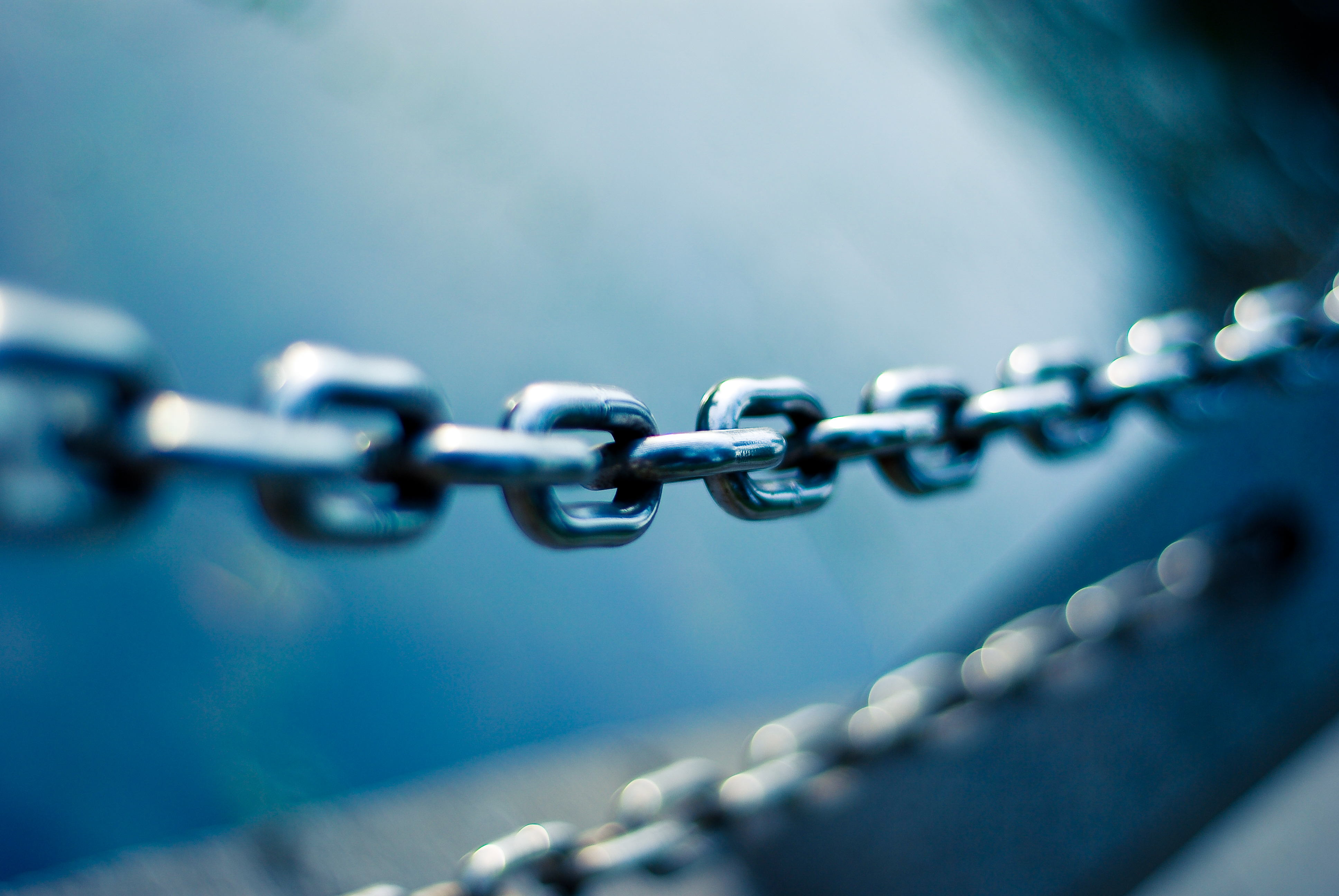
Metallkette

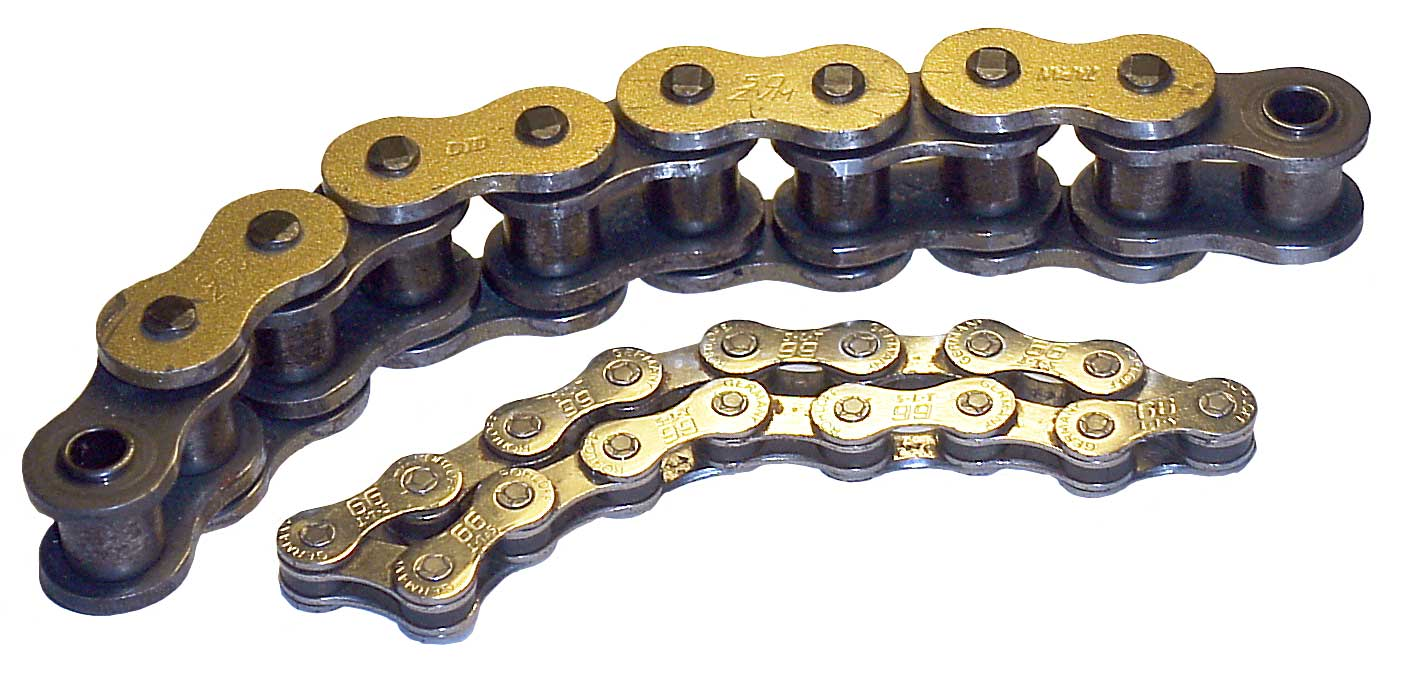
Motorrad- und Fahrradkette (Rollenketten)

Eine Kette (von lateinisch catena, althochdeutsch ketina, mittelhochdeutsch keten) – im Sinne von Reihe, Schar – ist eine Aneinanderreihung von mindestens 3 beweglichen, ineinandergefügten oder mit Gelenken verbundenen Gliedern, die häufig aus Metallen wie etwa Stahl (früher Eisen, siehe auch Eisenschwamm) hergestellt wird. Jede metallische Kette konnte ab deren Erfindung zur Kupferzeit/Bronzezeit bis ins 19. Jahrhundert ausschließlich durch Schmieden hergestellt werden. Vereinzelt handwerklich bis in die Gegenwart.
Ketten gibt es in vielfacher Form, sie finden aufgrund ihrer mechanisches Eigenschaften und ihrer ornamentalen Wirkung vor allem in zwei Bereichen Verwendung, in der Technik (siehe Kette (Technik)) und als Schmuckelement (siehe Kette (Schmuck)). 
Darüber hinaus wird der Begriff Kette auch im übertragenen Sinn verwendet, einerseits für abstrakte Sachverhalte, so z. B. in der Mathematik siehe Kette (Funktionentheorie) und für totalgeordnete Untermengen siehe Ordnungsrelation und in der Festkörperphysik siehe Lineare Kette, andererseits für andere Phänomene der physisch-materiell-dinglichen Welt, so z. B. Menschenkette oder Filialkette.

## Geschichte

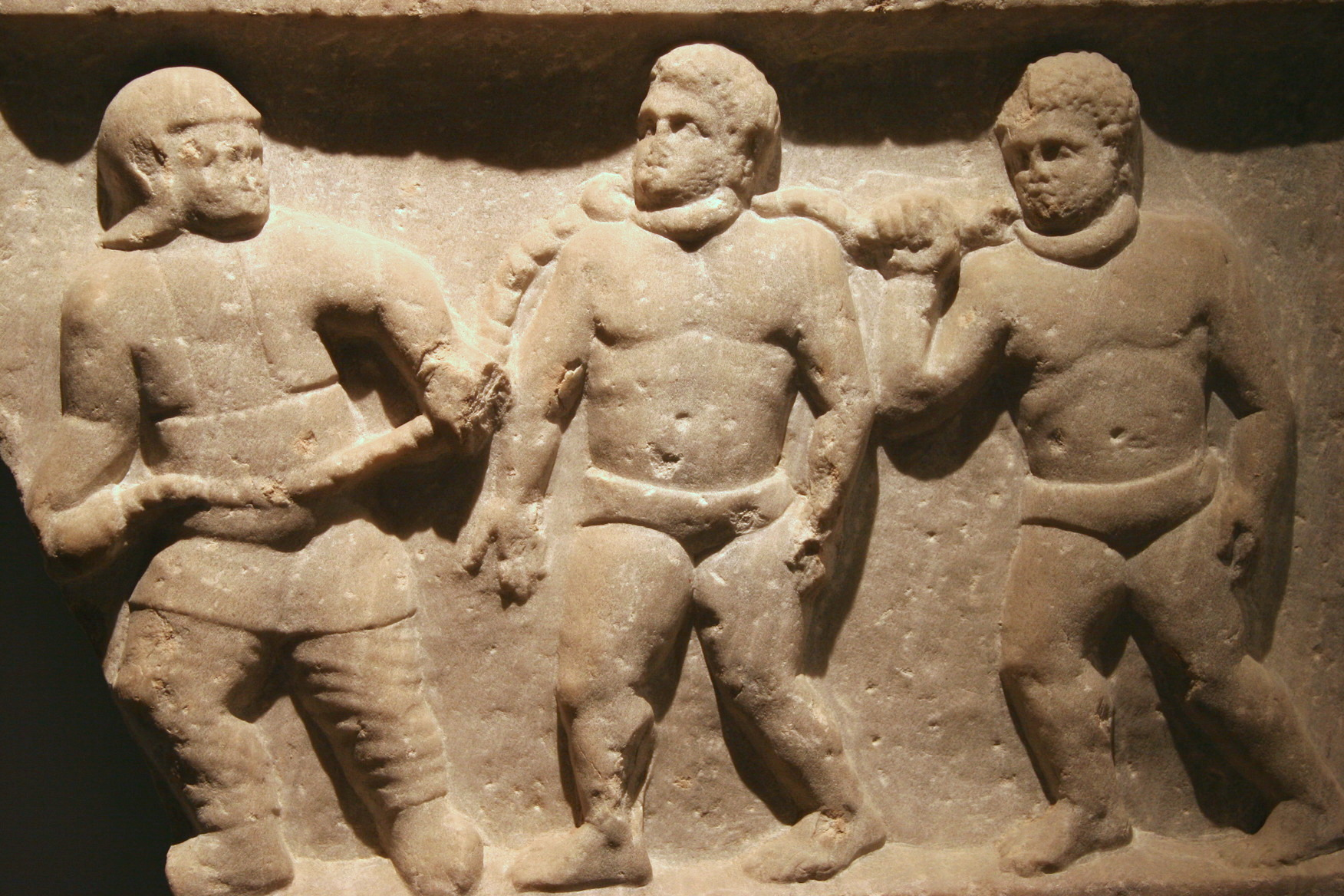
Römischer Soldat führt kriegsgefangene Sklaven in Ketten, Relief aus Smyrna (heute Izmir, Türkei)

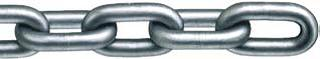
Rundgliederkette

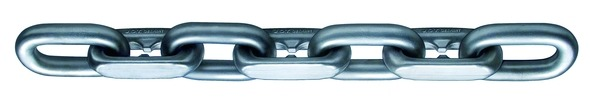
F-Class-Kette

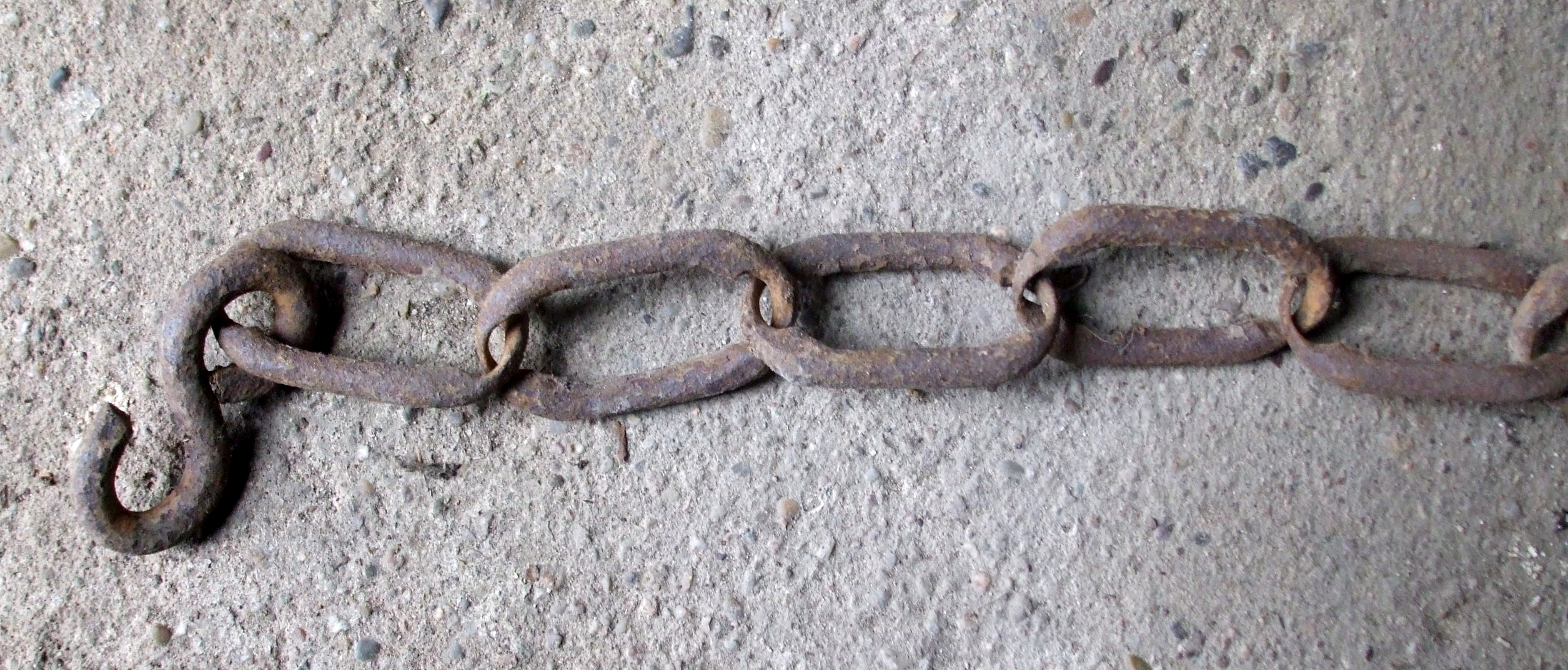
Alte, verschlissene Kette mit leichten Gliedern, mit Haken und großem Ring (am anderen Ende) zum Verzurren von Ladegut

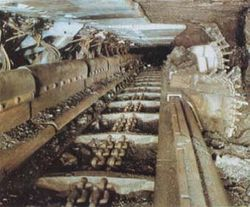
Kettenförderer

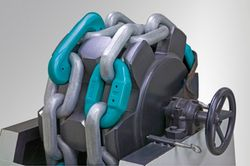
Kettenrad

Zehntausende Jahre alt sind gelochte Muschelschalen und Schneckenhäuser, die vermutlich von Halsketten oder Armbändern stammen und mancherorts in Afrika gefunden wurden.
Die Geschichte der Kette aus Metall begann in der Bronzezeit als Schmuckkette und zur Fesselung (in-Ketten-legen) von Kriegsgefangenen, den späteren Sklaven oder Verbrechern für Hals, Fuß- und Handgelenke. Weitere Verwendungen fanden Ketten z. B. zum Aufhängen von Kesseln, als Brunnen- und später Ankerketten. Die ersten Schiffs- oder Ankerketten aus Eisen wurden aus der Zeit 1400 bis 800 v. Chr. im assyrischen Dur Šarrukin (heute Khorsabad im Irak) gefunden.
Spätestens ab diesem Zeitraum waren Ketten aus Eisen fester Bestandteil des Mittelmeerraums. Die vergleichsweise geringen Funde lassen sich mit der Korrosion des Eisens erklären. Aus der Kunstgeschichte (z. B. in Form von Steinreliefs) oder aus der griechischen Mythologie (z. B. der Gott der Schmiedekunst Hephaistos schmiedet schwere Kette für Prometheus) sind dazu Belege vorhanden.
Erste Rüstungen aus Ketten wurden bisher aus dem 4. Jahrhundert v. Chr. in keltischen Gräbern gefunden. Die praktischen Kettenrüstungen wurden bereits im 3. Jahrhundert v. Chr. von den Römern unter der Bezeichnung Lorica hamata übernommen. Auch die Völker des Orients, wie z. B. die Sassaniden nutzten in der Folge diesen Schutz.

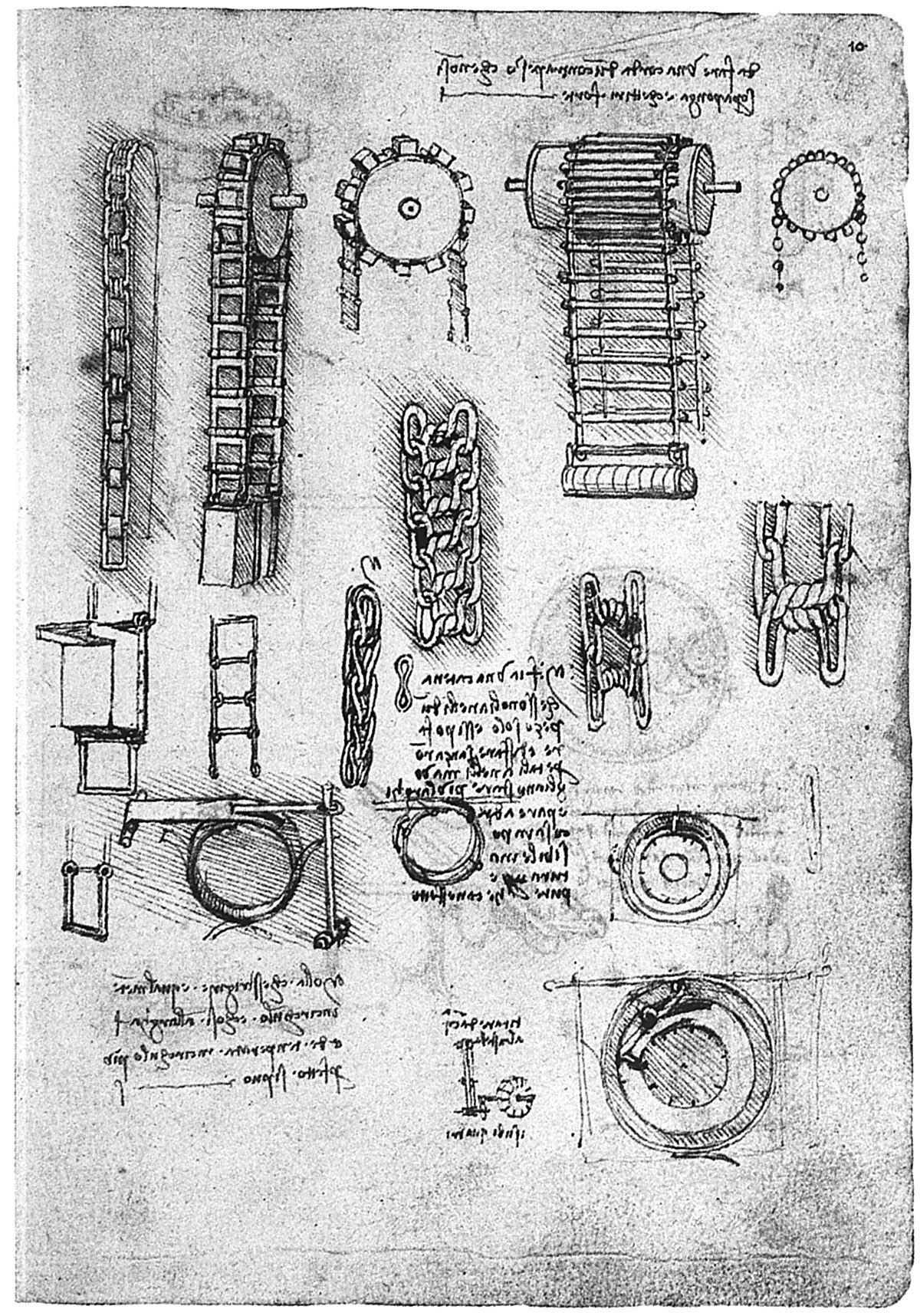
Studien von Leonardo da Vinci, Codex Madrid I, Folio 10r, 1490–1499

In der Antike befassten sich viele Gelehrte auch mit der Kette als technischem Element zur Kraftübertragung, wie der griechische Feinmechaniker Philon von Byzanz in seinen Büchern Mechanike Syntaxis. Ein Schöpfwerk mit geschmiedeter Gliederkette wurde bereits im 1. Jahrhundert v. Chr. von dem römischen Architekten und Ingenieur Marcus Vitruvius Pollio gebaut.
Der universale Erfinder, Philosoph und Künstler Leonardo da Vinci (1452–1519), hat in seinen Zeichnungen oft Gelenkketten skizziert, die der heute verbreiteten Block- und Flyerkette sehr ähnlich sind.
Der Engländer Ph. White erhielt 1634 ein erstes Patent zu einer eisernen Ankerkette. Der Philosoph und Wissenschaftler Gottfried Wilhelm Leibniz entwickelte 1686 die „Endloskette“, die im geschlossenen Kreis verläuft, zur Erzförderung im Bergbau. Im Jahre 1813 konstruierte Th. Brunten eine Gliederkette mit Steggliedern.
Ihre heute umfassende Bedeutung errang die Kette aber erst mit Einsetzen der Industriellen Revolution. Der Franzose André Galle erfand 1829 die nach ihm benannte Gallkette und der Schweizer Hans Renold erwarb 1880 in England das Patent für die Stahlgelenkkette. Durch die industrielle Fertigung war die Kette danach in großen Mengen verfügbar und konnte dadurch in vielen verschiedenen Bereichen eingesetzt werden, z. B. auch als Gleiskette in Kettenfahrzeugen. In der industriellen Nutzung wurde die Kette ab der Mitte des 19. Jahrhunderts vom Drahtseil ergänzt.

## Entwicklung im Untertagebergbau
Im Untertagebergbau verlief die Entwicklung von der Kette über das Drahtseil wieder zurück zur Kette. Bis Mitte der 1940er Jahre wurde der Kohlenhobel mittels eines Drahtseils kohlenstossseitig gezogen. Mit der Entwicklung des Löbbe-Hobels im Jahr 1947 löste die Rundgliederkette das bis dato benutzte Drahtseil im Hobelbetrieb unter Tage ab (Hobelkette). Die Hobelkette ist in ihrem geometrischen Aufbau und ihren technischen Anforderungen in der DIN 22252 beschrieben. Der Abmessungsbereich liegt im Bereich ⌀ 26 mm bis ⌀ 42 mm. Entsprechend liegen die Bruchkräfte bei 850–2220 kN. Durch speziellen Werkstoffe (HO=Highly Optimised) konnten diese Werte auf 960–2520 kN gesteigert werden.
Neben dem Einsatz der Hobelkette im Untertagebergbau kommt auch eine sogenannte Fördererkette zum Einsatz. Die Fördererketten werden mit Kratzern montiert. Mit Hilfe dieses Förderers wird die gewonnene Kohle abtransportiert. Diese Ketten sind in den Normen DIN 22252, und für die Flachketten in der DIN 22255 definiert. Im Verlauf der letzten Jahre wurde die klassische Fördererkette in ihrem geometrischen Aufbau von den Kettenherstellern immer weiter entwickelt. Eines dieser Ergebnisse trägt die Bezeichnung F-Class-Kette und wird im Bereich bis ⌀ 60 mm im Doppelmittelketten-Förderer eingesetzt. Zielsetzung dieser Weiterentwicklungen ist die Leistungssteigerung bei der Kohlegewinnung.
Um Hobel-/Fördererketten in diesen Abmessungen endlos zu bauen, bedarf es besonderer Verbindungsschlösser. Hier unterscheidet man Flachschlösser nach DIN 22258–1 und Blockschlösser nach DIN 22258-2. Das Flachschloss findet seine Verwendung in der Hobelkette, wo gegen das Blockschloss vorwiegend bei den Fördererketten zum Einsatz kommt. Das Flachschloss kann sowohl horizontal als auch vertikal durch das Kettenrad laufen. Das Blockschloss darf nur vertikal durch das Kettenrad laufen.

## Historische Herstellungstechnik

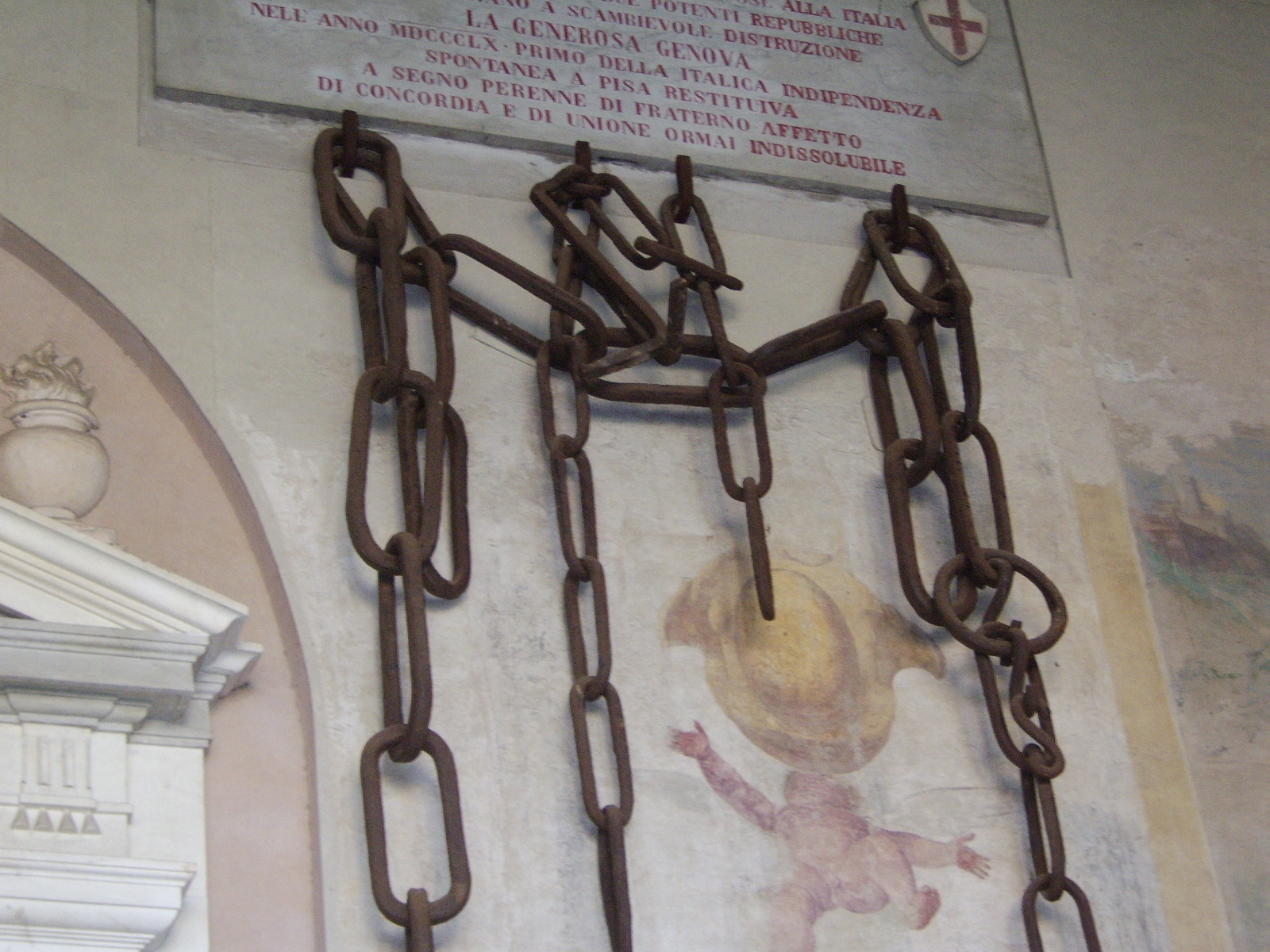
Handgeschmiedete Ketten von 1290 aus Camposanto Pisa, Italien

Grundsätzlich ließen sich belastbare Bronze- oder Eisenketten seit Beginn ihrer Herstellung bis in die späte Neuzeit nur in der Schmiedetechnik fertigen. Versuche, Ketten in der Gusstechnik herzustellen, brachten nur zum Teil Erfolge, da sie leicht brachen. Im späten Mittelalter haben sich als Sonderform (Unterzunft) des Schmiedehandwerks die Kettenschmiede spezialisiert. Der Beruf existierte bis Anfang des 20. Jahrhunderts, dennoch haben bis heute einige Kettenschmiede überlebt, die ihre Kunst z. T. in Museen vorführen. Noch in den 1970er Jahren war das Herstellen von Kettengliedern mit Feuerschweißung ein Teil des Lehrplans zum Schmied.
Während belegt ist, dass die Geschichte des Eisens wahrscheinlich zuerst von den Hethitern geschrieben wurde, ist mit dem Fund von Ankerketten in Dur Šarrukin durch die Archäometallurgie erwiesen, dass bereits vor ca. 3000 Jahren die Assyrer mit dem Feuerschweißen von massivem Eisen vertraut waren – eine Verbindung, die hohen Belastungen standhält.
Die Glieder der ersten historischen Ketten aus Kupfer, Bronze oder Eisen konnten nur zusammen gebogen, genietet bzw. miteinander verflochten werden; eine Technik, die bis heute aus dekorativen Gründen von Kunstschmieden angewendet wird.

## Weitere Anwendungsformen
- Kettenbrücken

## Weitere Begriffsverwendung
Mit der Zeit wurde die Kette auch Symbol für Dinge, die miteinander verbunden sind, wie z. B. eine Bergkette, eine Handelskette, eine Kohlenstoffkette sowie abstrakter Begriff für zeitlich und räumlich aufeinander folgende Dinge.
- Eine Menschenkette demonstriert solidarischen Zusammenhalt durch Händereichen, eine Polizeikette (Polizeicordon) bildet eine Sperre für Personen.
- Eine Postenkette aus Wachen oder Meldern bildet eine über Sicht-, Ruf- oder Telekommunikationsverbindung zusammenhängende Linie.
- Eine Eimerkette transportiert effizient Wasser oder Schüttgut durch Weiterreichen, sie besteht aus eher mehr Personen als Eimern. Diese werden dann durch Tragen über nur kurze Streckenabschnitte und oftmaliges Übergeben oder sogar überwiegend nur durch Weiterreichen (etwa in unwegsamem Gelände) transportiert. Vgl. Ziegelwerfen.
- Die Rettungskette meint die Abfolge an Informations- und Besorgungsschritten um Rettung anzufordern und einzuleiten.
- „An der Kette sein“, meint eine moderne Form der Leibeigenschaft in geheimdienstlich agierenden Milieus.
- Infektionskette, bezeichnet den Weg der Übertragung eines Pathogens von einem Wirt auf einen anderen.

Catenane sind in der Chemie Stoffe, die auf molekularer Ebene aus zwei oder mehr mechanisch (wie Glieder einer Kette) verknüpften Ringen – meist Makrocyclen – bestehen.

„Jede Kette ist nur so stark wie ihr schwächstes (Ketten)-Glied.“

In der Linguistik sind Kettenglieder die Abfolge von sprachlichen Einheiten, die einen gedanklichen Zusammenhang bilden. Beispiel aus der Volkswirtschaftslehre sind die Kettenglieder Mangel → Bedürfnis → Bedarf → Nachfrage. Sie sind keine Synonyme, sondern geben einen Zustandsfortschritt wieder. Bei einem Mangel fehlt es einem Wirtschaftssubjekt an bestimmten Gütern oder Dienstleistungen, es liegt Unterversorgung vor. Bedürfnis ist Friedrich Benedikt Wilhelm von Hermann zufolge „das Gefühl eines Mangels mit dem Streben, ihn zu beseitigen“. Der Bedarf an Gütern ist „das Ergebnis der Konkretisierung und Spezifizierung von Bedürfnissen in den Wirtschaftsobjekten“. Wird Bedarf mit Kaufkraft – also der Verfügbarkeit über Zahlungsmittel – verbunden und liegt eine entsprechende Zahlungsbereitschaft vor, entsteht hieraus die Güternachfrage.